# Richard Tesařík (generál)

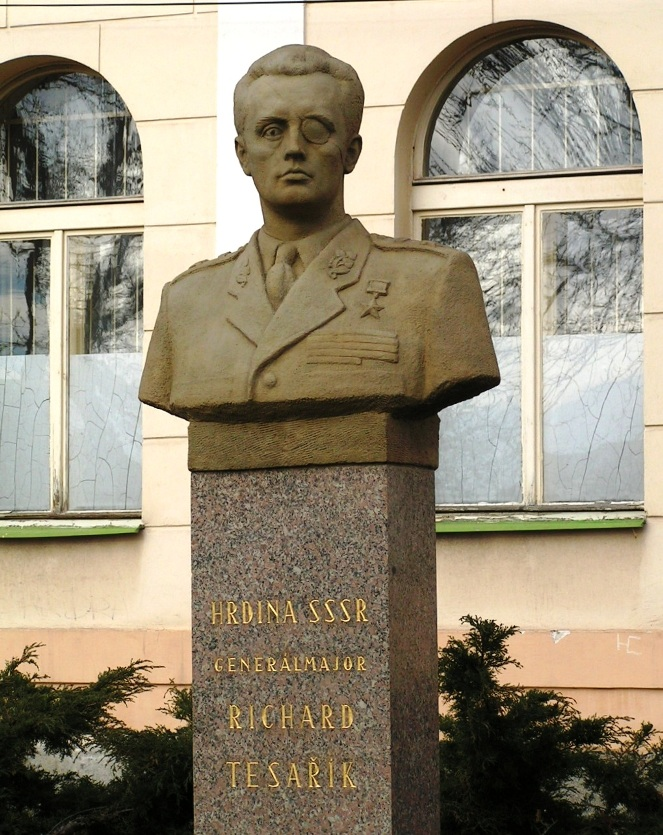
Busta Richarda Tesaříka v Příbrami od Miloše Hrušky

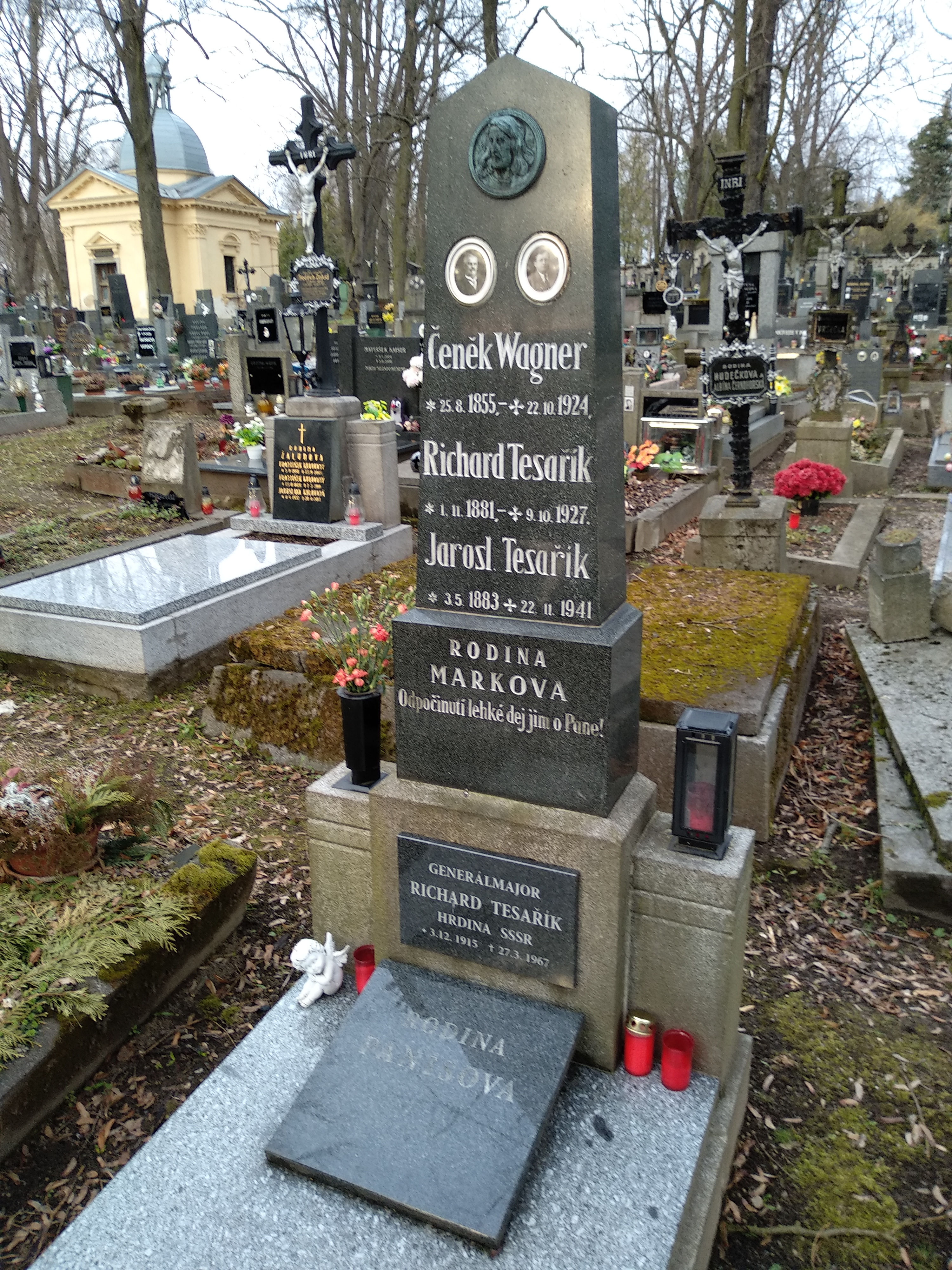
Náhrobek na Městském hřbitově v Příbrami

Richard Tesařík (* 3. prosince 1915 Praha – 27. března 1967 Ústí nad Labem) byl československý generálmajor, Hrdina Sovětského svazu.

## Život
Za svého dětství byl Richard Tesařík vychováván ve vlasteneckém duchu a věnoval se několika druhům sportu v Sokole. První vojenskou zkušenost získal v boji proti Maďarům na Slovensku v roce 1939. V létě téhož roku měl konflikt s německými vojáky, kteří obsadili zbytek okleštěné republiky, a emigroval do Polska. Tam bojoval po invazi do Polska proti Němcům u protiletadlové obrany, na počátku roku 1942 se přihlásil do nově se rodící československé vojenské jednotky v Buzuluku.
Již v bitvě u Sokolova prokázal své vynikající vojenské schopnosti a za hrdinství v bitvě o Kyjev byl vyznamenán spolu s Antonínem Sochorem a Josefem Buršíkem titulem Hrdina Sovětského svazu.
V soukromém životě pro Tesaříka nastala změna. Dne 24. 6. 1944 se oženil se zdravotnicí rtm. Markétou Olšanovou, kterou poznal již v době před boji u Sokolova.
V bitvě o Dukelský průsmyk byl jako velitel tankového praporu těžce zraněn. V polní nemocnici lékaři udělali vše pro to, aby mu zachránili život, ale nemohli zachránit jeho levé oko. Po vyléčení se vrátil 29. 11. 1944 do služby u 3. tankového praporu a po doplnění výzbroje prapor útočil v druhé fázi Ostravské operace. Kapitána Tesaříka vystřídal ve velení kapitán Emanuel Šrámek a on sám byl jmenován velitelem čestné stráže prezidenta republiky Edvarda Beneše v Košicích. Ke svým tankistům se vrátil až na samém konci války a zúčastnil se zajištění slezských hranic jako velitel tankového praporu v Karviné.

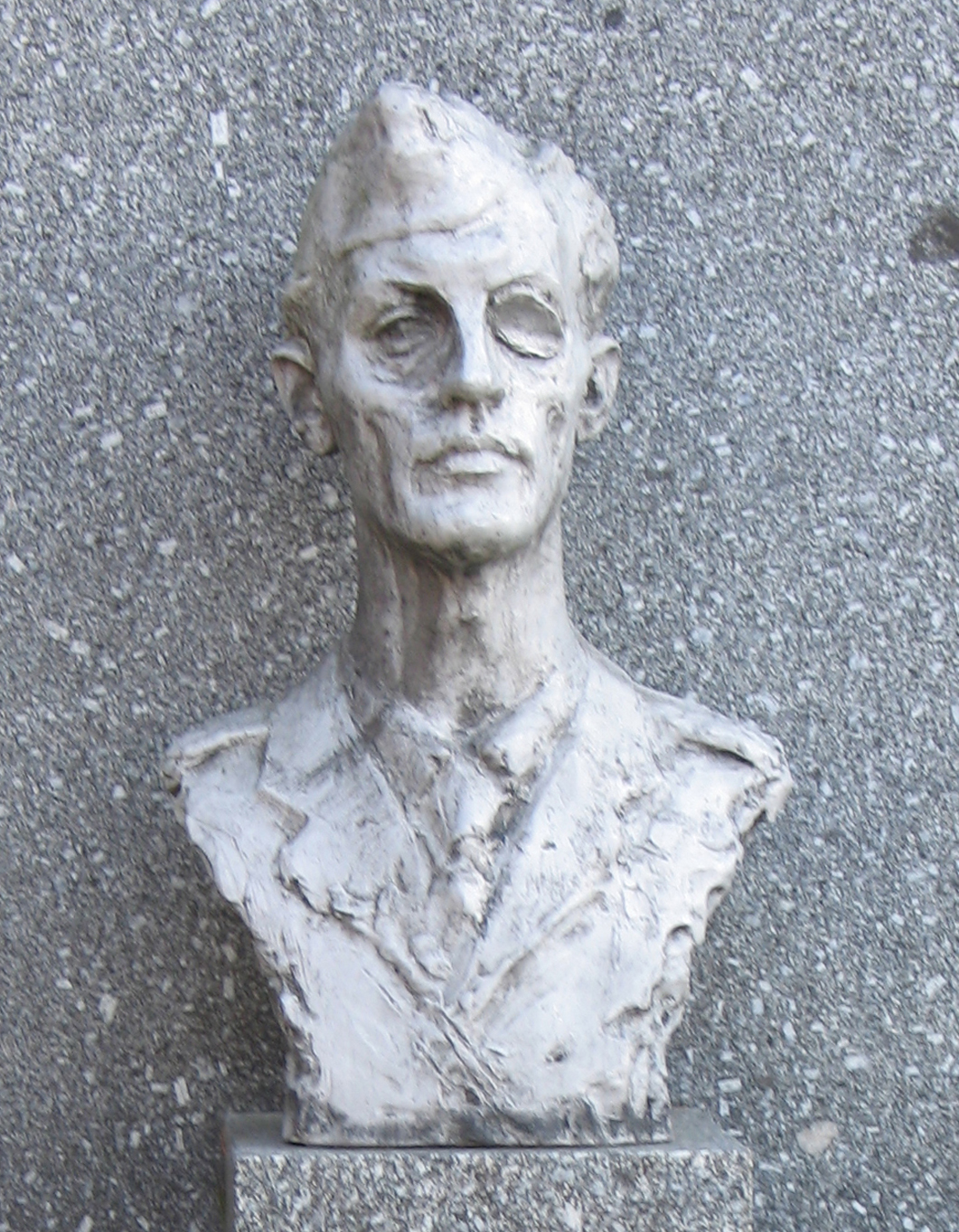
Busta v Aleji hrdinů na Dukle

Po válce v říjnu 1945 odešel studovat na tankovou akademii v Moskvě. Po návratu ze SSSR byl jako člen KSČ rozladěn skutečnými poměry, které v Československu panovaly, a dostal se do konfliktu s ministrem národní obrany Alexejem Čepičkou. Byl přemístěn na nižší funkci na Slovensko a poté byl tajně uvězněn. Československá vláda se snažila vyžádat od SSSR souhlas k odejmutí titulu Hrdiny SSSR, ovšem to bylo sovětskou stranou odmítnuto. Byl z vězení propuštěn a v roce 1954 velel tankové divizi. Stal se zástupcem velitele nového vojenského okruhu a roku 1959 odešel na studia Akademie generálního štábu SSSR do Moskvy. Zde měl na banketu konflikt s důstojníkem Národní lidové armády NDR, kterého Tesařík nazval fašistou. Zanedlouho byl za „nevhodné chování“ ze studií odvolán, v listopadu 1960 byl vyloučen z KSČ (členem od roku 1946) a propuštěn z armády.
Odešel do civilu a začal studovat práva. Kvůli podlomenému zdraví studium přerušil. Do roku 1966 pracoval jako dispečer autobusové dopravy ČSAD, poté jako bezpečnostní technik v AVIA-Letňany. Zemřel na infarkt 27. března roku 1967. Byl pohřben na Městském hřbitově v Příbrami.

## Ocenění a tituly

### Sovětská státní ocenění a tituly
- Hrdina Sovětského svazu, udělen 21. prosince 1943
- Leninův řád, udělen 21. prosince 1943
- Řád rudé hvězdy udělen 2× 1943, 1945
- Medaile „Za vítězství nad Německem ve Velké vlastenecké válce v letech 1941–1945“[3]
- Medaile „Za osvobození Prahy“[4]

### Československá státní vyznamenání
- Československý válečný kříž 1939, udělen 5×
- Pamětní medaile československé armády v zahraničí, se štítkem SSSR
- Československá medaile Za chrabrost před nepřítelem
- Československá medaile za zásluhy, I. stupně
- Československý vojenský řád Bílého lva „Za vítězství“, Zlatá medaile
- Řád Slovenského národního povstání, I. třídy
- Medaile Za službu vlasti
- československý Řád rudé hvězdy
- Medaile „Za zásluhy v boji proti fašismu“
- Sokolovská pamětní medaile[5]
- Dukelská pamětní medaile
- 2× Řád Rudého praporu Československa[zdroj⁠?!]
- Medaile Za službu vlasti[6]
- Medaile „Za zásluhy o vlasti“[zdroj⁠?!]

### Ocenění v jiných zemích
- Virtuti Militari, V. třída (Polsko)
- Řád rumunské koruny, (Rumunsko)

### Památka
- busta R. Tesaříka v aleji Hrdinů Dukly
- busta Gen. R. Tesaříka v Jiráskových sadech v Příbrami
- ulice Gen. R. Tesaříka v Příbrami u nemocnice